# Korea Astronomy and Space Science Institute
Das Korea Astronomy and Space Science Institute (KASI) ist das 1974 gegründete staatliche Forschungsinstitut für Astronomie der Republik Korea. Es befindet sich zwischen den Städten Daejeon und Sejong. Das KASI leitet mehrere Observatorien in Korea und ist an internationalen Observatorien beteiligt.

## Gebäude am Hauptsitz

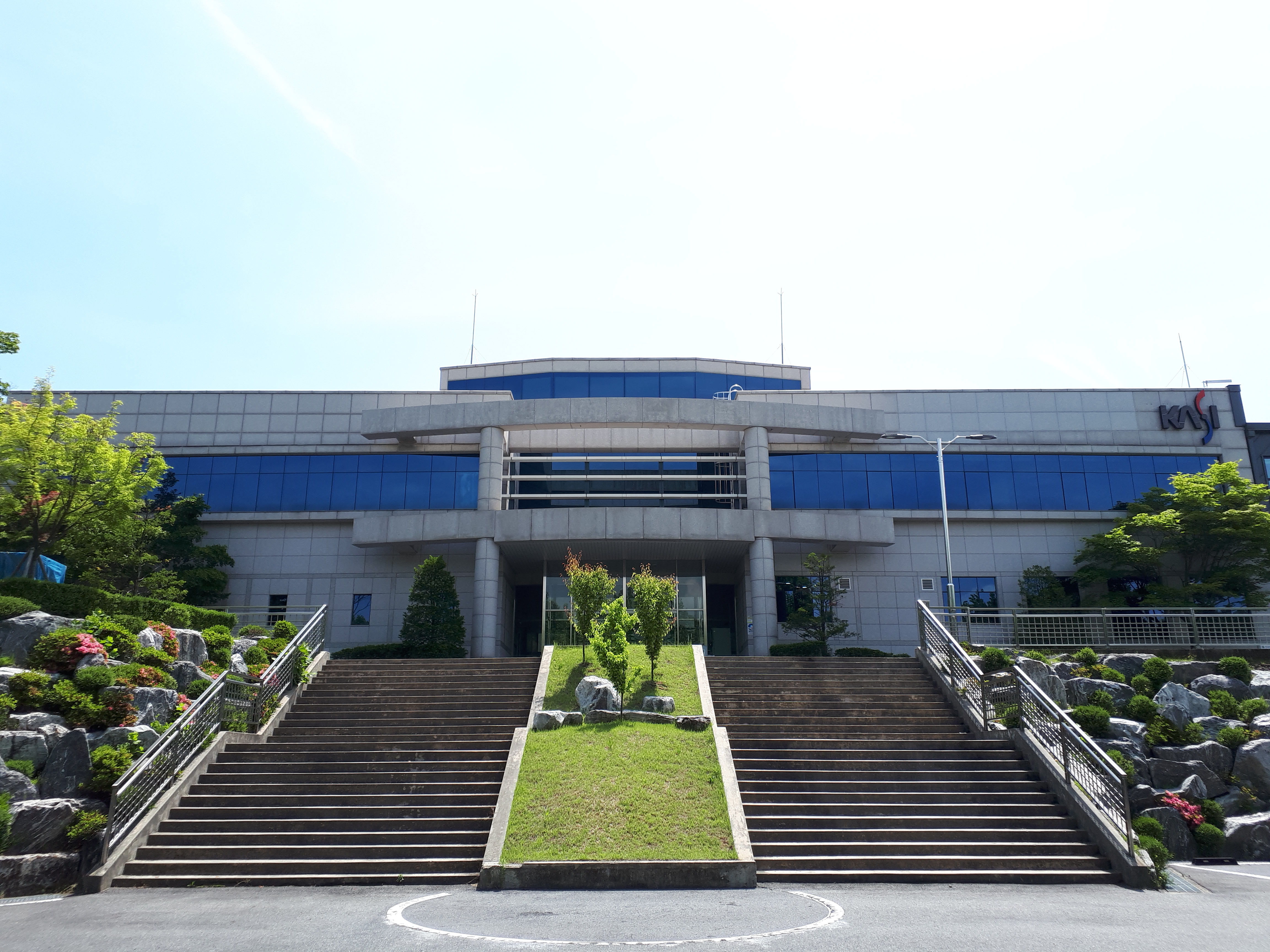
Hauptsitz des KASI
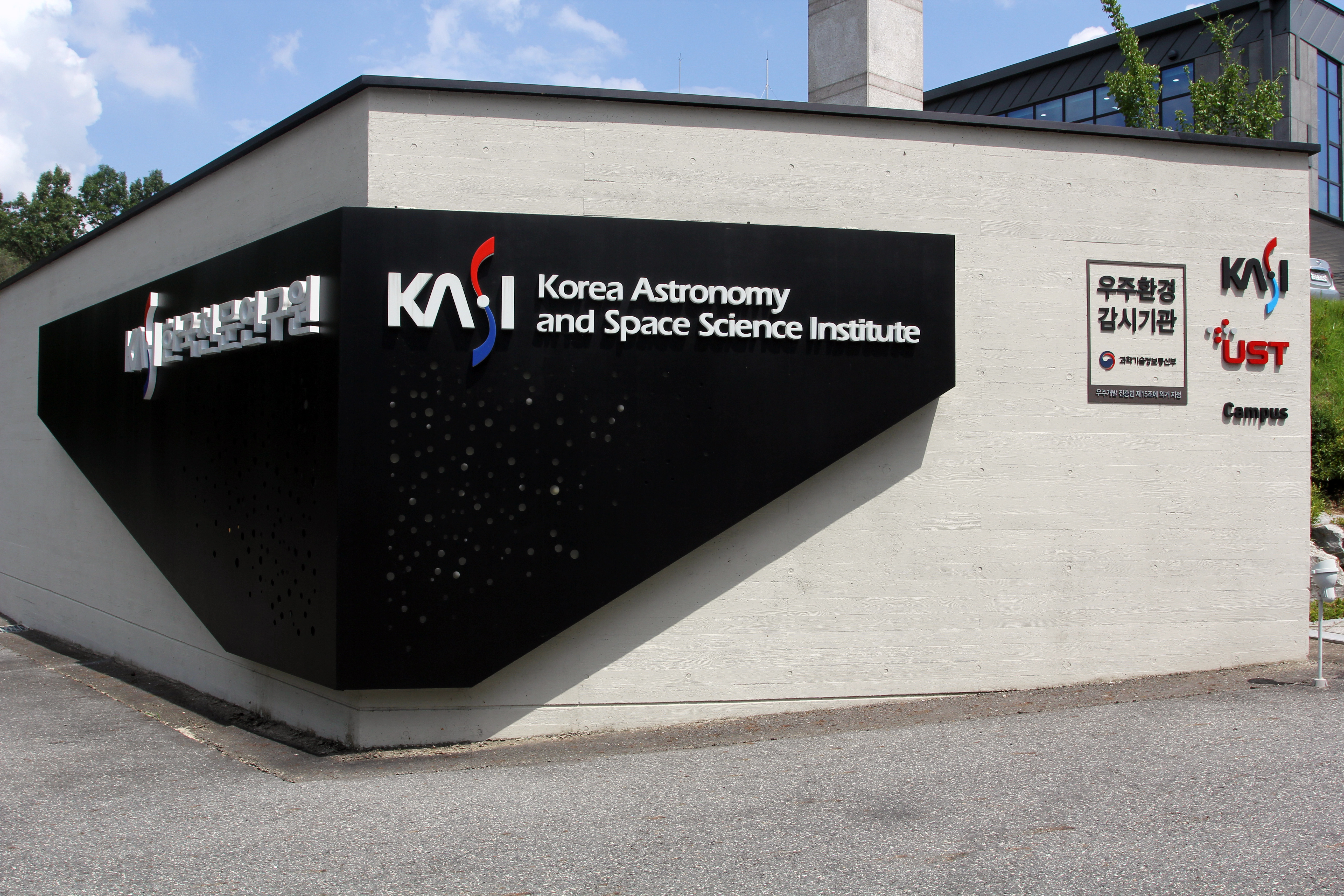
Eingangsbereich des KASI
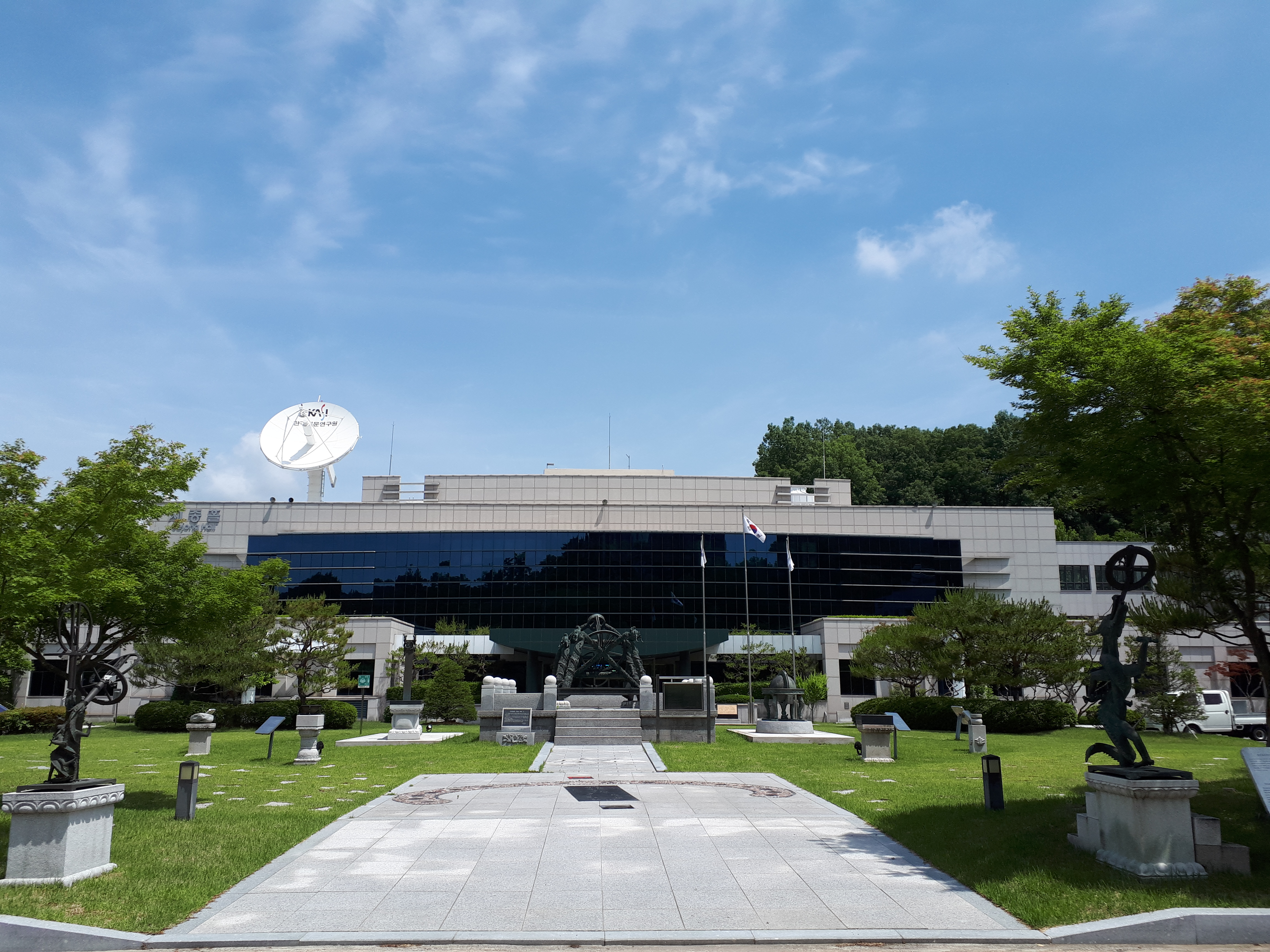
Die Sejong Hall des KASI
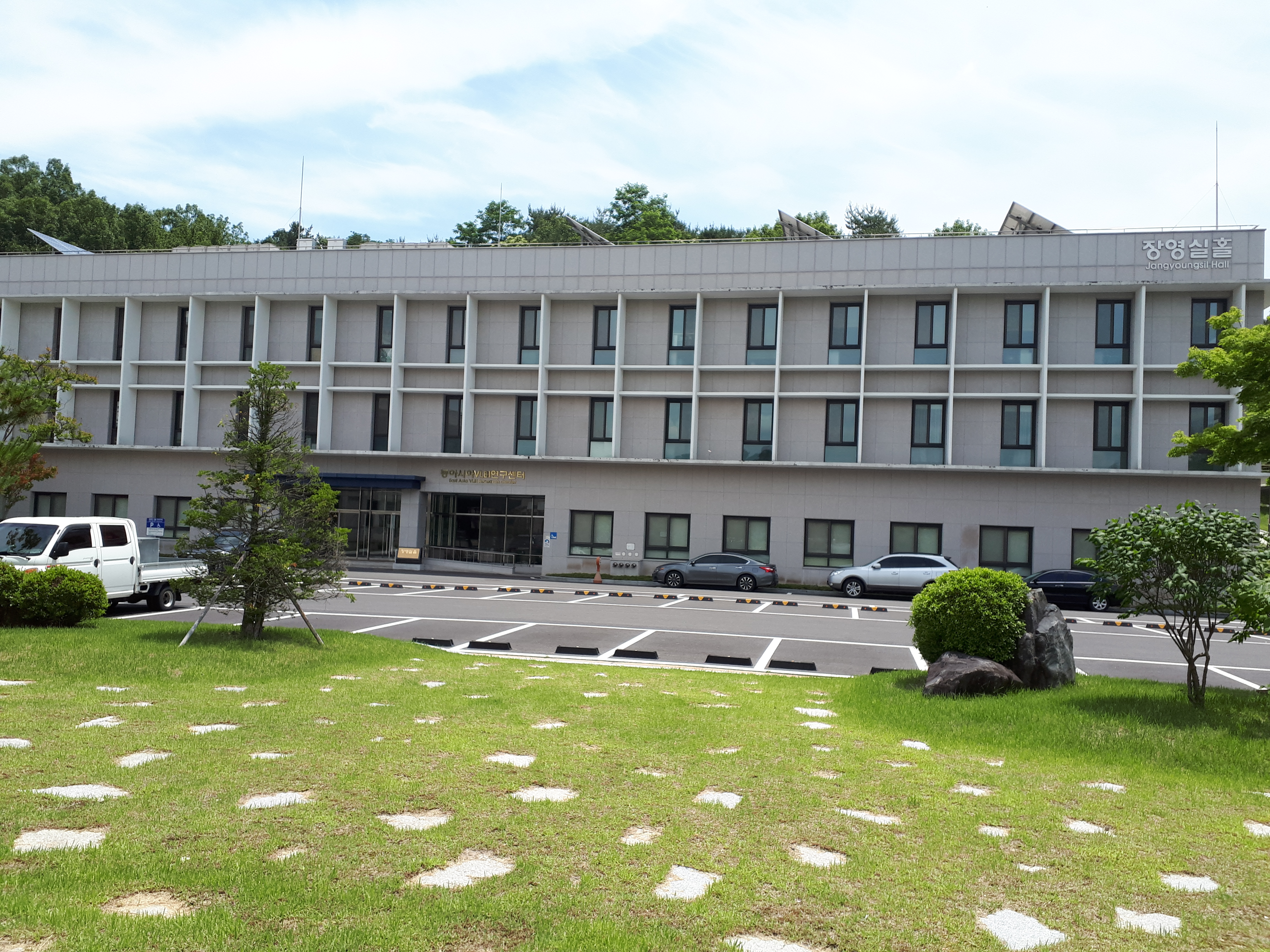
Jang youngsil Hall, East Asia VLBI Research Center
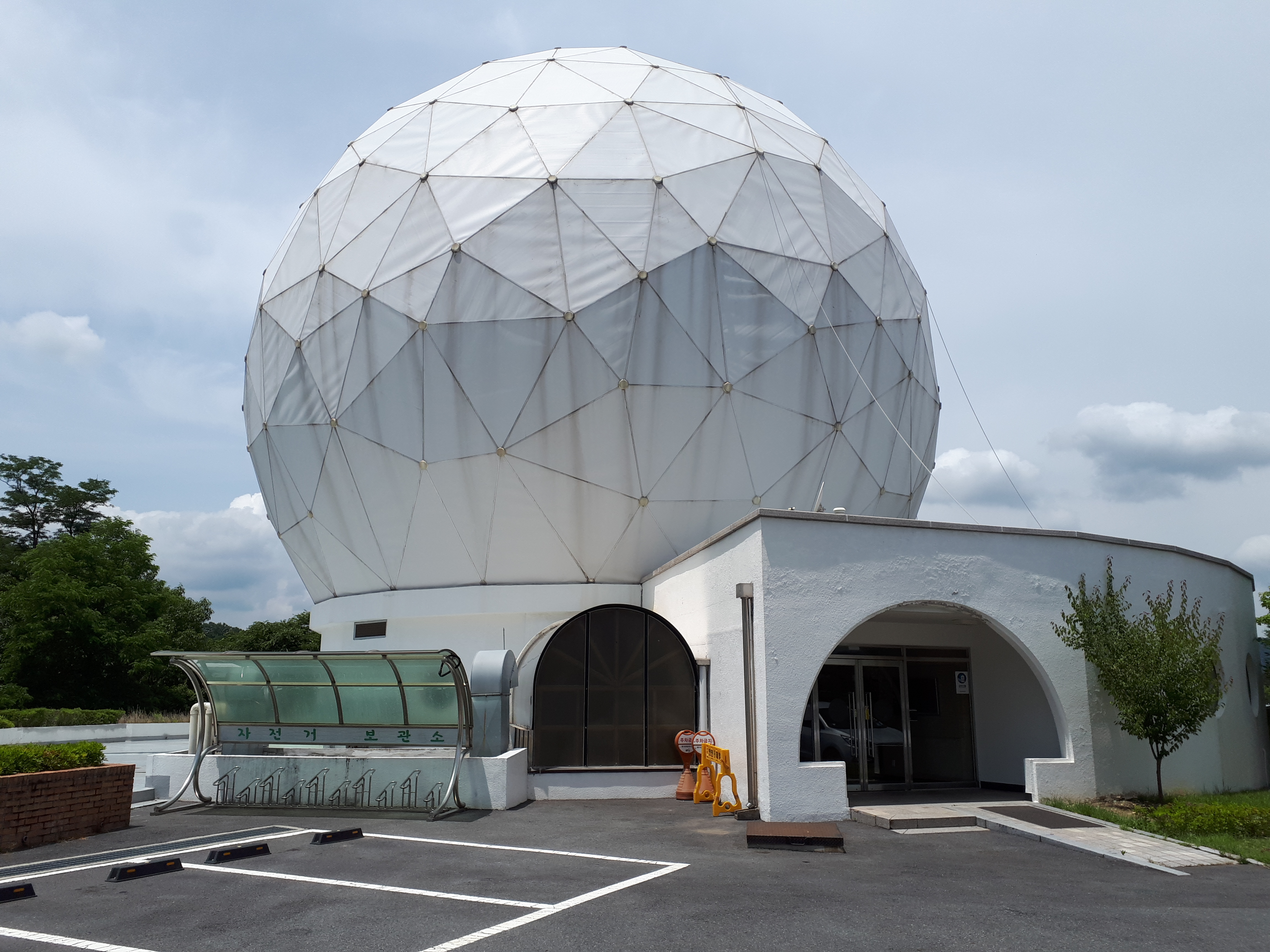
Dom des Radioteleskop Taeduk

## Observatorien

### Taeduk Radio Astronomy Observatory
Das Taeduk Radio Astronomy Observatory (TRAO) ist ein Radioobservatorium, das über ein Radioteleskop mit einer Apertur von 14 Metern verfügt.

### Sobaeksan Optical Astronomy Observatory
Das Sobaeksan Optical Astronomy Observatory (SOAO) ist eine Sternwarte in Tanyang im Sobaek-Gebirge. Sie wurde 1978 eröffnet und ist mit einem 61-cm-Spiegelteleskop ausgestattet.

### Bohyunsan Optical Astronomy Observatory
Das Bohyunsan Optical Astronomy Observatory (BOAO) ist eine Sternwarte auf dem Berg Bohyeon in der Nähe von Yeongcheon. Sie wurde 1996 gegründet und verfügt über ein Ritchey-Chrétien-Teleskop mit 1,8 Meter Durchmesser.

### Korean VLBI Network

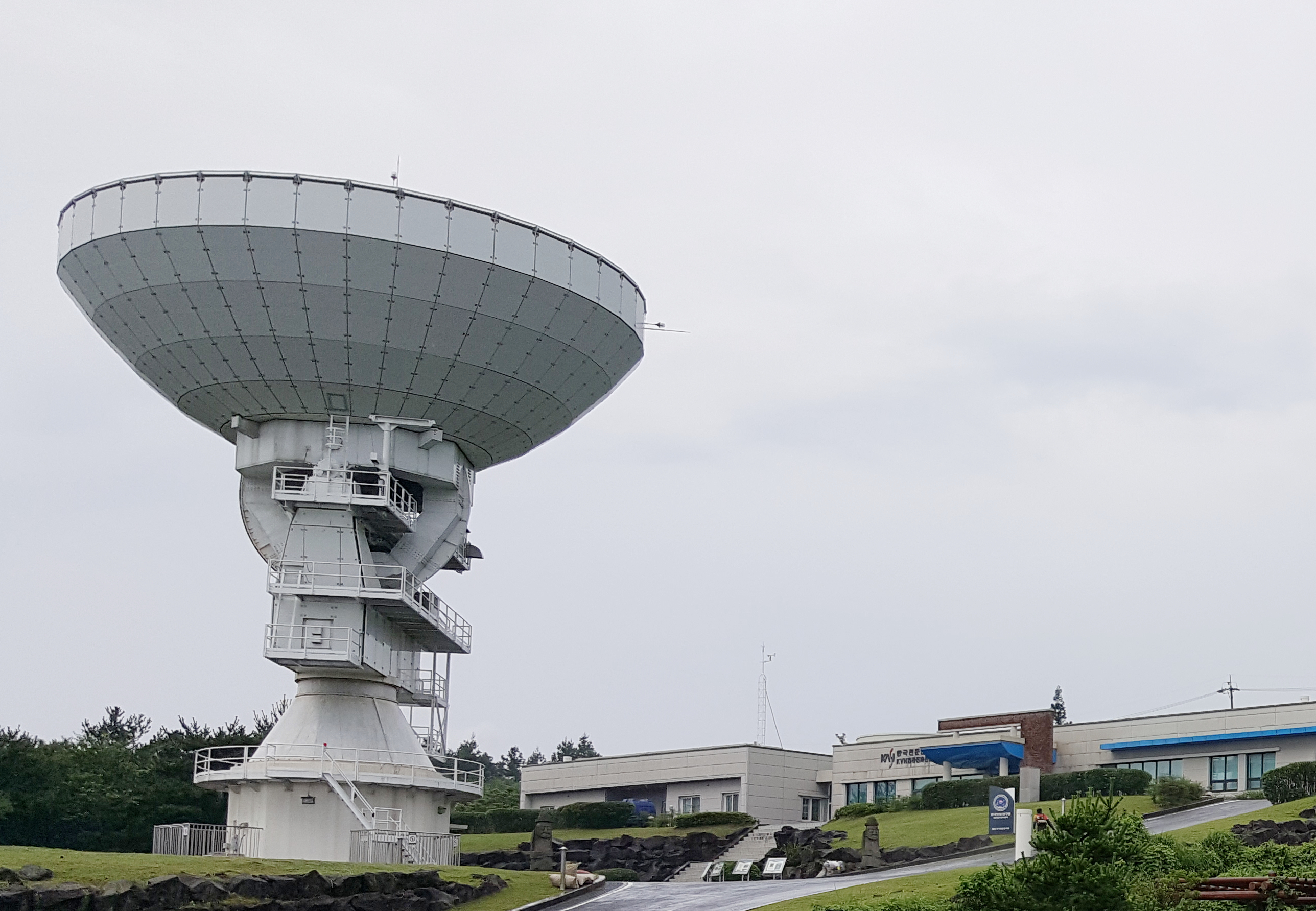
Das 21 Meter durchmessende Radioteleskop des KVN auf der Insel Jeju

Das Korean VLBI Network (KVN) ist ein in dem Zeitraum 2001–2008 errichtetes Radioobservatorium bestehend aus drei interferometrisch gekoppelten Teleskopen mit 300–500 km Abstand in Seoul, Ulsan, und Seogwipo auf der Insel Jeju. Die baugleichen Radioteleskope haben einen Durchmesser von 21 Meter und konnten anfangs im 2-, 8-, 22- und 43-GHz-Band, später auch im 86- und 129-GHz-Band Beobachtungen durchführen. Eine Kopplung mit dem japanischen VERA array zur Vergrößerung der Basislänge auf über 2.000 Kilometer mit einer entsprechenden Verbesserung der Winkelauflösung wurde im Jahr 2014 bspw. verwendet um Methanol-Maser zu untersuchen.

### KMTNet
Das KMTNet ist ein Verbund von drei Spiegelteleskopen an den Standorten Cerro Tololo Inter-American Observatory, Siding Spring Observatory und South African Astronomical Observatory, um eine ununterbrochene Beobachtung einer Himmelsregion zu ermöglichen. Die Teleskope weisen eine Apertur von 1,6 m auf und sind mit einer 340 Megapixel-CCD-Kamera zur Beobachtung einer Himmelsregion von 2°x2° ausgestattet.